# T. J. Warren
Anthony "T. J." Warren Jr. (Durham, 5 de setembro de 1993) é um jogador norte-americano de basquete profissional que atualmente joga pelo Phoenix Suns da National Basketball Association (NBA).
Ele jogou basquete universitário na Universidade Estadual da Carolina do Norte e foi selecionado pelo Phoenix Suns como a 14° escolha geral no Draft da NBA de 2014.

## Carreira no ensino médio
Warren se formou na Brewster Academy, mas também frequentou a Riverside High School e a Word of God Christian Academy. Ele teve média de 14 pontos no Word of God Christian e seu time terminou a temporada com um recorde de 24-3. 
Classificado em 32º lugar pelo MaxPreps, Warren se tornou uma mercadoria quente para os recrutadores universitários. Durante seu último ano do ensino médio, ele foi observado por várias faculdades, incluindo a Universidade Estadual da Carolina do Norte, Georgetown e Universidade da Carolina do Norte. Depois de visitar as universidades, ele se comprometeu oficialmente com a Universidade Estadual da Carolina do Norte em 2 de novembro de 2011.

## Carreira universitária

### NC State (2012-2014)

#### Calouro
Como parte do time de basquete masculino da NC State na temporada de 2012–13, Warren jogou em 35 jogos e teve médias de 12,1 pontos, 4,2 rebotes e 0.8 assistências em 27 minutos.
O melhor jogo de Warren naquela temporada foi contra Flórida State, onde ele registrou 31 pontos e 13 rebotes em 19 de fevereiro de 2013.
Eles perderam para Temple na segunda rodada do Torneio da NCAA. A derrota terminou a temporada da equipe com um recorde de 24-11.

#### Segundo ano

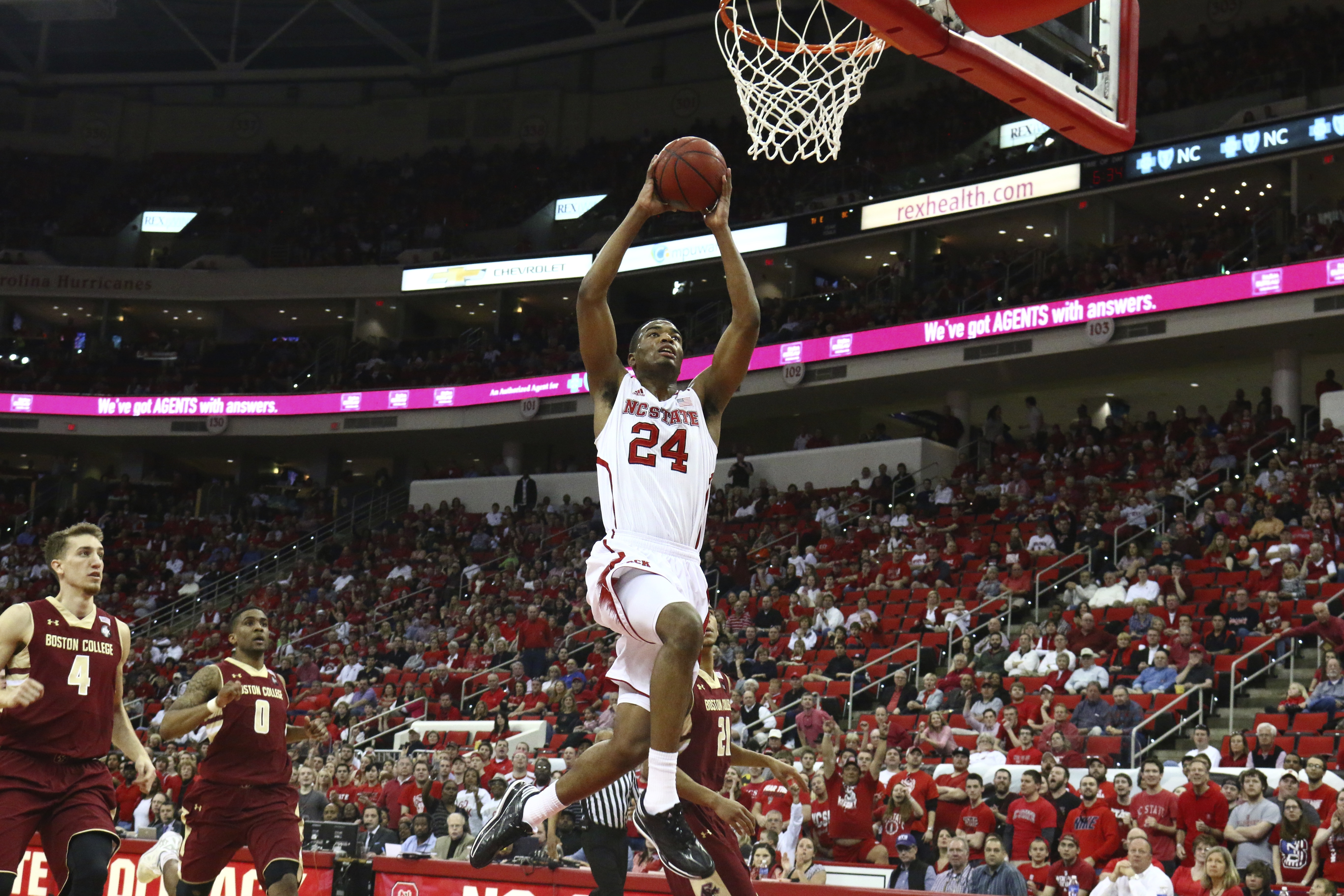
Warren fazendo uma enterrada contra Boston College

Warren decidiu permanecer para o seu segundo ano, apesar de ser classificado como um dos 31 melhores candidatos no draft da NBA durante seu primeiro ano. Sua principal influência foi o seu pai, que o convenceu de que jogar mais um ano no NC State o beneficiaria, permitindo que ele desenvolvesse ainda mais suas habilidades no basquete.
Warren fez 41 pontos contra Pittsburgh, seguido por um desempenho de 42 pontos contra Boston College. Ele terminou sua segunda temporada perdendo para St. Louis na segunda rodada do Torneio da NCAA. Na temporada, ele jogou em 35 jogos e teve médias de 24,9 pontos, 7,1 rebotes e 1.1 assistências em 35,4 minutos.
Em abril de 2014, Warren se declarou para o draft da NBA, precedendo seus dois últimos anos de elegibilidade universitária.

### Prêmios e honras
No final da temporada de 2014, Warren era um dos melhores da ACC e estava entre os líderes da liga em rebotes e roubadas de bola. No final da temporada regular, ele foi nomeado o Jogador do Ano da ACC e também foi nomeado para a Segunda-Equipe All-American pela Associated Press e pela The Sporting News.
Em 24 de fevereiro de 2019, Warren foi homenageado pelo NC State, tendo número 24 aposentado no PNC Arena.

## Carreira profissional

### Phoenix Suns (2014–2019)

#### Temporada de 2014-15
Em 26 de junho de 2014, Warren foi selecionado pelo Phoenix Suns como a 14° escolha geral no draft da NBA de 2014. Em 12 de julho de 2014, Warren fez sua estreia na Summer League, registrando 22 pontos e 4 rebotes em uma derrota para o Golden State Warriors.
Em 21 de outubro de 2014, Warren sofreu uma pequena rachadura em um osso do polegar esquerdo, afastando-o por algumas semanas. Ele voltou de lesão no dia 9 de novembro para fazer sua estreia na NBA contra os Warriors. Ele não registrou pontos em pouco mais de um minuto de ação em uma vitória por 107-95. Ele teve seus primeiros pontos na NBA na vitória sobre o Boston Celtics por 118-114 em 17 de novembro.
Em 11 de março de 2015, Warren teve o seu melhor jogo da temporada com 17 pontos e 5 rebotes em uma vitória por 106-97 sobre o Minnesota Timberwolves.
Em sua primeira temporada, ele jogou em 40 jogos e teve médias de 6.1 pontos, 2.1 rebotes e 0.6 assistências em 15.4 minutos.

#### Temporada de 2015-16
Em 12 de novembro de 2015, ele empatou a maior marca de pontos de sua carreira (18 pontos) em uma vitória por 118-104 sobre o Los Angeles Clippers. Quatro dias depois, Warren superou essa marca ao marcar 19 pontos em uma vitória de 120-101 sobre o Los Angeles Lakers.
Em 27 de novembro, ele marcou 28 pontos em uma derrota para o Golden State Warriors. Dois dias depois, ele teve seu primeiro duplo-duplo da carreira com 15 pontos e 11 rebotes na vitória por 107-102 sobre o Toronto Raptors. Em 31 de dezembro, ele marcou 29 pontos em uma derrota para o Oklahoma City Thunder. Em 2 de fevereiro de 2016, Warren foi descartado pelo resto da temporada com o pé direito quebrado.
Nessa temporada, ele jogou em 47 jogos e teve médias de 11.0 pontos, 3.1 rebotes e 0.9 assistências em 22.8 minutos.

#### Temporada de 2016-17
Em setembro de 2016, Warren voltou a quadra pela primeira vez em nove meses. No mês seguinte, ele foi nomeado o ala titular da equipe no começo da temporada.
Em 28 de outubro de 2016, ele marcou 30 pontos em uma derrota por 113-110 para o Oklahoma City Thunder. Em 2 de novembro, ele fez seu terceiro jogo de 20 pontos na temporada, marcando 27 pontos em uma vitória de 118-115 sobre o Portland Trail Blazers.
Em 23 de novembro, Warren foi descartado indefinidamente devido a um pequeno ferimento na cabeça. Ele voltou à ação em 17 de dezembro contra o Oklahoma City Thunder depois de perder 13 jogos. Ele voltou à equipe titular em 31 de dezembro contra o Utah Jazz e, em 2 de janeiro, liderou os Suns com 24 pontos em uma derrota por 109-98 para o Los Angeles Clippers.
Em 9 de março, ele teve 17 pontos e 13 rebotes em uma derrota para o Los Angeles Lakers por 122-110. Em 7 de abril, ele registrou 23 pontos e 16 rebotes na vitória de 120-99 sobre o Oklahoma City Thunder.
Nessa temporada, ele jogou em 66 jogos e teve médias de 14.4 pontos, 5.1 rebotes e 1.1 assistências em 31.0 minutos.

#### Temporada de 2017-18
Em 26 de setembro de 2017, Warren assinou uma extensão de contrato de quatro anos e US$ 47 milhões com os Suns.
Em 1 de novembro de 2017, ele marcou 28 dos 40 pontos na segunda metade da vitória por 122-116 sobre o Washington Wizards. Em 11 de novembro de 2017, ele teve um esforço de 35 pontos na vitória de 118-110 sobre o Minnesota Timberwolves.
Nessa temporada, ele jogou em 65 jogos e teve médias de 19.6 pontos, 5.1 rebotes e 1.3 assistências em 33.0 minutos.

#### Temporada de 2018-19
Em 17 de novembro de 2018, Warren marcou 23 pontos em uma derrota de 110-100 para o Oklahoma City Thunder. Foi seu quinto jogo consecutivo de 20 pontos, a melhor sequencia de sua carreira. Em 13 de dezembro, ele marcou 30 pontos em uma vitória por 99-89 sobre o Dallas Mavericks.
Nessa temporada, ele jogou em 43 jogos e teve médias de 18.0 pontos, 4.0 rebotes e 1.5 assistências em 31.6 minutos.
Essa foi sua última temporada nos Suns, ele terminou sua carreira de 5 temporadas com 3.754 pontos, 1.078 rebotes e 293 assistências.

### Indiana Pacers (2019–2022)
Em 20 de junho de 2019, Warren foi negociado com o Indiana Pacers em uma troca que também envolveu o Miami Heat. A troca foi finalizada em 6 de julho de 2019.
Em 12 de fevereiro de 2020, Warren registrou 35 pontos, sete rebotes e quatro roubos de bola na vitória por 118–111 sobre o Milwaukee Bucks. Naquela temporada, ele foi um dos três jogadores da escalação usando T.J. como seu primeiro nome profissional, junto com seus companheiros de equipe T.J. McConnell e T. J. Leaf.
Em 1º de agosto, na bolha da NBA, Warren marcou 53 pontos em uma vitória de 127-121 sobre o Philadelphia 76ers. Ele também foi o primeiro jogador a marcar mais de 50 pontos desde o retorno da NBA. O desempenho foi o terceiro maior número de pontos que um jogador já marcou em um único jogo na história da franquia, atrás dos 57 pontos de Reggie Miller em 1992 e dos 55 pontos de Jermaine O'Neal em 2005.
Em 31 de dezembro de 2020, o Indiana Pacers anunciou que Warren seria submetido a uma cirurgia para reparar uma pequena fratura por estresse do osso navicular esquerdo.
Em 17 de março de 2022, Warren foi descartado pelo restante da temporada de 2021-22. Ele ainda não tinha jogado um jogo durante a temporada.

### Brooklyn Nets (2022–Presente)
Em 7 de julho de 2022, Warren assinou um contrato de 1 ano e US$2.6 milhões com o Brooklyn Nets.

## Estatísticas da carreira

### NBA

#### Temporada regular
| Ano      | Equipe   | PJ  | PT  | MPJ  | AP   | 3P   | LL   | RT  | AS  | BR  | TO | PPJ  |
| -------- | -------- | --- | --- | ---- | ---- | ---- | ---- | --- | --- | --- | -- | ---- |
| 2014–15  | Phoenix  | 40  | 1   | 15.4 | .528 | .238 | .737 | 2.1 | .6  | .5  | .2 | 6.1  |
| 2015–16  | Phoenix  | 47  | 4   | 22.8 | .501 | .400 | .703 | 3.1 | .9  | .8  | .3 | 11.0 |
| 2016–17  | Phoenix  | 66  | 59  | 31.0 | .495 | .263 | .773 | 5.1 | 1.1 | 1.2 | .6 | 14.4 |
| 2017–18  | Phoenix  | 65  | 65  | 33.0 | .498 | .222 | .757 | 5.1 | 1.3 | 1.0 | .6 | 19.6 |
| 2018–19  | Phoenix  | 43  | 36  | 31.6 | .486 | .428 | .815 | 4.0 | 1.5 | 1.2 | .7 | 18.0 |
| 2019–20  | Indiana  | 67  | 67  | 32.9 | .536 | .403 | .819 | 4.2 | 1.5 | 1.2 | .5 | 19.8 |
| 2020–21  | Indiana  | 4   | 4   | 29.3 | .529 | .000 | .800 | 3.5 | 1.3 | .5  | .0 | 15.5 |
| Carreira | Carreira | 332 | 236 | 28.0 | .510 | .279 | .772 | 3.8 | 1.1 | .9  | .4 | 14.9 |

#### Playoffs
| Ano  | Equipe  | PJ | PT | MPJ  | AP   | 3P   | LL    | RT  | AS  | BR  | TO | PPJ  |
| ---- | ------- | -- | -- | ---- | ---- | ---- | ----- | --- | --- | --- | -- | ---- |
| 2020 | Indiana | 4  | 4  | 39.0 | .471 | .368 | 1.000 | 6.3 | 3.0 | 2.3 | .3 | 20.0 |

### Universitário
| Ano      | Equipe   | PJ | PT | MPJ  | AP   | 3P   | LL   | RT  | AS  | BR  | TO | PPJ  |
| -------- | -------- | -- | -- | ---- | ---- | ---- | ---- | --- | --- | --- | -- | ---- |
| 2012–13  | NC State | 35 | 14 | 27.0 | .622 | .519 | .542 | 4.2 | .8  | 1.2 | .4 | 12.1 |
| 2013–14  | NC State | 35 | 35 | 35.4 | .525 | .267 | .690 | 7.1 | 1.1 | 1.8 | .6 | 24.9 |
| Carreira | Carreira | 70 | 49 | 31.2 | .573 | .393 | .616 | 5.6 | .9  | 1.5 | .5 | 18.5 |

Fonte: